# Nomenclature: Proposals by British Botanists
Nomenclature: Proposals by British Botanists (abreviado Prop. Brit. Bot.) es un libro con ilustraciones y descripciones botánicas que fue escrito y editado en Londres por el Fifth International Botanical Congress en el año 1929.